# NGC 3105
NGC 3105 (również OCL 798 lub ESO 167-SC14) – gromada otwarta znajdująca się w gwiazdozbiorze Żagla. Odkrył ją John Herschel 10 kwietnia 1834 roku. Jest położona w odległości ok. 27,8 tys. lat świetlnych od Słońca.